# Прусси (коммуна)
Прусси́ (фр. Proussy) — коммуна во Франции, находится в регионе Нижняя Нормандия. Департамент коммуны — Кальвадос. Входит в состав кантона Конде-сюр-Нуаро. Округ коммуны — Вир.
Код INSEE коммуны — 14523.

## Население
Население коммуны на 2010 год составляло 411 человек.
| 1962 | 1968 | 1975 | 1982 | 1990 | 1999 | 2010 |
| ---- | ---- | ---- | ---- | ---- | ---- | ---- |
| 376  | 384  | 347  | 358  | 343  | 353  | 411  |

## Экономика
В 2010 году среди 245 человек трудоспособного возраста (15—64 лет) 183 были экономически активными, 62 — неактивными (показатель активности — 74,7 %, в 1999 году было 69,2 %). Из 183 активных жителей работали 167 человек (88 мужчин и 79 женщин), безработных было 16 (8 мужчин и 8 женщин). Среди 62 неактивных 18 человек были учениками или студентами, 32 — пенсионерами, 12 были неактивными по другим причинам.